# Baggio Rakotonomenjanahary
John Baggio Martial Rakotonomenjanahary, anche noto semplicemente come John Baggio (Antananarivo, 19 dicembre 1991), è un calciatore malgascio, centrocampista o attaccante del Sukhothai e della nazionale malgascia.

## Biografia
È il fratello maggiore di Romario Baggio, anch'egli calciatore.

## Carriera

### Club
Gioca dal 2008 al 2010 all'Académie Ny Antsika. Nel 2011 passa allo Stade Tamponnaise. Nel 2013 si trasferisce al Concordia Basilea. Nel 2014 viene acquistato dall'Old Boys Basilea. Nel 2015 passa al Sukhothai.

### Nazionale
Esordisce in nazionale il 17 luglio 2011, in occasione di una gara contro l'Iran; mentre mette a segno la sua prima rete l'8 ottobre 2011 contro l'Etiopia.